# Devon Rodriguez
Devon Rodriguez (South Bronx, Estados Unidos, 8 de abril de 1996) es un artista y pintor estadounidense de ascendencia hondureña y puertorriqueña. Ganó reconocimiento inicialmente por pintar una serie de retratos realistas en el sistema de metro de la ciudad de Nueva York. En 2019 fue finalista en el concurso de retratos Outwin Boochever, por su retrato del escultor John Ahearn. En 2020 se unió a la plataforma TikTok y obtuvo un éxito inmediato por dibujar a desconocidos y capturar sus reacciones. Actualmente es el artista visual más seguido en la plataforma.

## Biografía

### Primeros años y educación
Rodriguez nació en 1996 en South Bronx. A los ocho años empezó a hacer grafitis con sus amigos pero, tras ser detenido a los trece años por vandalismo, se dedicó a los retratos. En 2010 solicitó el ingreso en la High School of Art and Design de Manhattan, pero no fue aceptado. Acto seguido asistió al instituto Samuel Gompers del Bronx durante dos años antes de ser aceptado para asistir a la High School of Art and Design en 2012, graduándose en 2014. Posteriormente asistió al Fashion Institute of Technology.

### Carrera
Cuando Rodriguez aún estaba en el instituto, el escultor John Ahearn asistió a una exposición de retratos de la escuela y se fijó en sus óleos realistas sobre pasajeros del metro. Ahearn le pidió a Rodriguez que hiciera su propio retrato esculpido. La obra resultante, dos bustos de yeso llamados The Rodriguez Twins, fue finalista del concurso de retratos Outwin Boochever y se expuso en la National Portrait Gallery de Washington D. C. en 2016. Rodríguez asistió a la gala de inauguración de la galería en lugar de Ahearn.
En 2015, algunos de sus retratos aparecieron en un número de la revista Southwest Art. Su obra, incluidas algunas de sus pinturas de pasajeros del metro, aparecerían también en publicaciones como The New Yorker, The Artist's Magazine y The New York Times Style Magazine en los años siguientes. En 2019 se anunció que un retrato de Rodriguez, diseñado por John Ahearn, fue finalista del Concurso de Retrato Outwin Boochever. El premio fue finalmente para Hugo Crosthwaite.
En la actualidad, es considerado el «artista más popular de TikTok» gracias a sus dibujos, y es el artista visual más seguido en dicha plataforma.